# Eva Dénia Moreno
Eva Dénia Moreno (Gandia, 1 d'agost de 1960) és una cantant, guitarrista i compositora valenciana.
Formada en el jazz i amb una dilatada carrera musical, ha dut a terme al llarg de més de dues dècades diferents projectes en l'àmbit de les músiques populars: el jazz, la bossa, la chanson i la música tradicional valenciana. Els seus inicis són a principis de la dècada dels 90 del segle xx interpretant clàssics del jazz al costat d'alguns dels músics més representatius del jazz valencià.
És filla de l'escriptora Àngels Moreno i germana de Carles Dénia. El 2021 Eva Dénia comunica que deixa la seva carrera en solitari, encara que continuarà cantant amb el grup Sis Veus fins al 2023. El novembre de 2022 rep un premi honorífic als Premis Ovidi Montllor pel conjunt de la seva trajectòria artística.

## Discografia
- Eva Dénia Jazz Grup: Adéu Tristesa. Picap, 1999.[5]
- Eva Dénia Trio: Canta Brassens. Comboi Records, 2005.
- Eva Dénia & Manuel Hamerlinck: Tribut a Jobim. Comboi Records, 2006.
- Eva Dénia Trio: Toujours Brassens. Comboi Records, 2008.[6]
- Eva Dénia Trio: En concert (DVD). Comboi Records, 2011.
- Eva Dénia Trad Quartet: Un altre cantar. Comboi Records, 2013.
- Sis veus per al Poeta: Homenatge a Vicent Andrés Estellés. Sis Veus, 2013. Eva Dénia, Lola Ledesma, M. Amparo Hurtado, Merxe Martínez, Patxi Ferrer i Sílvia Ampolla.[7]
- Eva Dénia: Quan abril era abril. Comboi Records, 2015.[8]
- Eva Dénia & Merxe Martínez: Merci Brassens. Mesdemil, 2017.
- Sis Veus: Els dies i les dones. Sis Veus, 2018. Eva Dénia, Lola Ledesma, M. Amparo Hurtado, Merxe Martínez, Patxi Ferrer i Maribel Crespo.

## Premis
▪ Premi Ovidi Montllor als millors arranjaments per Tribut a Jobim (2007).
▪ Premi Ovidi Montllor a la millor lletra per “Havanera de Vicent”, del CD Homenatge a V. A. Estellés (2014).
▪ Premi "Celler" del Certamen Terra i Cultura 2014 a la musicació de "Cançó de la rosa de paper", de V. A. Estellés (Sis veus per al Poeta).
▪ Premi Joan Climent de poesia 2015 pel poema "De la foscor a la llum".